# Filmdesorientering
Filmdesorientering er en dansk kortfilm fra 1962 med manuskript af Povl Sabroe.

## Handling
Denne artikel mangler et handlingsreferat. Hjælp os med at skrive det.